# Сігачі
Сігачі́ (рос. Сигачи, чув. Шăхач) — присілок у складі Батиревського району Чувашії, Росія. Адміністративний центр Сігачинського сільського поселення.
Населення — 603 особи (2010; 730 у 2002).
Національний склад:
- чуваші — 90 %